# Tasiilaq (fjord i Grönland, Sermersooq, lat 66,00, long -37,07)
Tasiilaq är en fjord i Grönland (Kungariket Danmark).   Den ligger i kommunen Sermersooq, i den södra delen av Grönland, 700 km öster om huvudstaden Nuuk.